# Estádio da Universidade do Qatar
O Estádio da Universidade do Qatar é um dos estádios propostos pelo Catar, para a Copa do Mundo de 2002. O estádio situa-se em Doha e possui atualmente uma capacidade para dez mil pessoas.